# Агреда, Себастьян
Себастьян Агреда (исп. Sebastián Ágreda; 1795, Потоси — 18 декабря 1875) — боливийский политический деятель, национальный герой Боливии, занимал пост президента страны в течение одного месяца в 1841 году. Кроме этого, он занимал многочисленные правительственные должности, а также был заметной фигурой в военном деле.
Агреда участвовал в сражениях под командованием Антонио Хосе де Сукре. Впоследствии Андрес де Санта-Крус назначил его на пост командующего армией. Будучи горячим сторонником Великого маршала Санта-Круса, Агреда в июне 1841 смог отстранить от власти Хосе Мигеля де Веласко, установив собственное руководство де-факто, в ожидании возвращения Санта-Круса. Впрочем, он столкнулся с оппозицией со стороны части военных, а также некоторых членов Конгресса. Через месяц он согласился покинуть пост президента в пользу Куэльяра, чтобы Сента-Крус мог впоследствии вернуться к власти.
Умер в возрасте 80 лет в городе Ла-Пас.